# Doryfera
Doryfera é um género de beija-flor da família Trochilidae.
Este género contém as seguintes espécies:
- Doryfera johannae (Boucier, 1847)  - bico-de-lança, bico-de-lança-de-testa-azul, bico-de-lança-pequeno
- Doryfera ludovicae (Boucier e Mulsant, 1847) - bico-de-lança-de-testa-verde